# Zold
Zold románul: Zolt, falu Romániában, a Bánságban, Temes megyében.

## Fekvése
Facsádtól délkeletre, Galadna, Zsupánfalva és Bégalankás közt fekvő település.

## Története
Zold nevét 1453-1454-ben p. Zolthur néven említette először oklevél. 1464-ben Zolth, 1599-ben v. Zolt, 1617-ben pr. Zolthul, 1717-ben Zoloda, 1806-ban Zold, 1808-ban Zóld, Zóldul, 1888-ban és 1913-ban Zold formában írták.
1851-ben Fényes Elek írta a településről: „Zold, Krassó vármegyei oláh falu, utolsó posta Facsethez 2 órányira: 2 katholikus, 370 óhitű lakossal, s anyatemplommal. Földesura a kamara. Bírja Zoldy nemes család.”
A trianoni békeszerződés előtt Krassó-Szörény vármegye Facsádi járásához tartozott.
1910-ben 414 lakosából 392 román, 16 magyar volt. Ebből 387 görög keleti ortodox, 14 római katolikus, 7 görögkatolikus volt.
A 20. század elejének adatai szerint a nadrági vasbányatársulatnak voltak itt vasércbányái.

## Nevezetességek
A temetőben található 18. századi ortodox fatemploma, amelyet Szent Péter és Pál apostolok tiszteletére szenteltek. A romániai műemlékek jegyzékében a TM-II-m-A-06299 sorszámon szerepel.